# Juan José Matarí
Juan José Matarí Sáez, né le 24 décembre 1959 à Almería, est un homme politique espagnol membre du Parti populaire (PP).
D'abord élu député au Parlement d'Andalousie entre 1994 et 1996, il devient directeur de cabinet de Javier Arenas lors du passage de celui-ci au ministère du Travail entre 1996 et 1999. Il est élu député de la circonscription d'Almería en mars 2000.

## Biographie

### Vie privée
Il est marié et père de deux filles.

### Formation
Il est titulaire d'une licence en droit.

### Cadre du PP d'Andalousie
Juan José Matarí s'engage au sein de la fédération andalouse du Parti populaire. Entre 1982 et 1987, il est membre du secrétariat général adjoint chargé de l'Action territoriale du parti, sur le plan national. Entre 1987 et 1990, il devient coordonnateur technique de la commission nationale d'Études du PP avant d'exercer comme assesseur du groupe parlementaire populaire au Congrès des députés jusqu'en 1994.

### Premiers mandats régionaux
Il est investi en troisième position sur la liste du parti dans la circonscription autonomique d'Almería à l'occasion des élections régionales de juin 1994. Alors que le PP remporte le meilleur score de la circonscription avec 101 620 suffrages et 5 sièges, il se trouve logiquement élu député au Parlement d'Andalousie. Durant toute la durée de la législature régionale, il siège à la commission des Finances et du Budget, à la commission de la promotion de l'Égalité des chances et des Droits des femmes et occupe les fonctions de secrétaire de la commission de la Politique territoriale.
L'année suivant les élections, il est propulsé vice-secrétaire général du Parti populaire d'Andalousie par Javier Arenas alors président de la fédération. Il est de nouveau candidat lors des élections anticipées de mars 1996 et est remonté de la troisième à la deuxième place sur la liste. Au cours de ce scrutin qui voit une nouvelle victoire du président socialiste Manuel Chaves, le Parti populaire augmente son soutien de 12 632 voix dans la circonscription et conserve les 5 sièges qu'il détenait. Réélu pour un second mandat, il siège brièvement à la commission de la Coordination et du Régime des administrations publiques. À l'ouverture de la législature régionale, il est désigné par l'assemblée plénière du Parlement pour occuper un mandat de sénateur autonomique.

### Directeur de cabinet de Javier Arenas
Après la nomination d'Arenas comme ministre du Travail en mai 1996, il accepte de devenir son directeur de cabinet et démissionne, en conséquence, de ses deux mandats parlementaires. Il quitte l'équipe ministérielle le 23 janvier 1999 lorsque Javier Arenas est relevé de ses fonctions par le président du gouvernement José María Aznar et remplacé par Manuel Pimentel.

### Élection au Congrès des députés
Juan José Matarí se porte candidat lors des élections générales du 12 mars 2000. Il occupe la deuxième place sur la liste de la circonscription d'Almería conduite par Rafael Hernando. Élu membre du Congrès des députés, il siège à la commission de l'Environnement et à la commission du contrôle parlementaire de RTVE, siège au bureau de la commission des Infrastructures en tant que premier secrétaire et intègre la députation permanente comme membre suppléant. En outre, il est membre du comité exécutif national du Parti populaire et coordonnateur technique du secrétariat général du parti.
À l'issue du scrutin suivant de mars 2004, il est promu premier vice-président de la commission de l'Agriculture, de la Pêche et de l'Alimentation. Au niveau du parti, il devient président du comité électoral de la fédération d'Andalousie. Candidat à un troisième mandat, il conserve la deuxième place de la liste derrière Rafael Hernando. Réélu, il quitte la commission de l'Agriculture pour celle de l'Éducation dont il devient deuxième vice-président.
Consécutivement aux élections de novembre 2011 qui voient le PP remporter la majorité absolue et l'ouverture de la Xe législature, il est désigné porte-parole à la commission des Finances et des Administrations publiques. D'abord membre suppléant de la députation permanente entre janvier 2012 et juillet 2014, il en devient titulaire de cette date jusqu'à la fin de la législature. Avec la XIe législature, il devient deuxième vice-président de la commission de la Défense et membre de la délégation espagnole à l'Assemblée parlementaire de l'OTAN. Après les élections de juin 2016, au cours desquelles il est une nouvelle fois réélu, il change encore de commission pour retrouver celle des Finances et de la Fonction publique dont il est premier vice-président et devient membre de la délégation espagnole à l'Assemblée parlementaire du Conseil de l'Europe.
Avec la tenue du 18e congrès du Parti populaire en février 2017, il est confirmé par Mariano Rajoy dans ses fonctions de secrétaire exécutif chargé de la Politique nationale ; fonction à laquelle il a accédé lors du précédent congrès célébré à Séville en 2012.
Il conserve son mandat au terme des élections anticipées d'avril 2019, pour lesquels il concourt en deuxième position sur la liste de Javier Aureliano García Molina, conseiller municipal d'Almería et vice-président de la députation provinciale,.